# (84902) Porrentruy
(84902) Porrentruy (2003 UU11) – planetoida z pasa głównego asteroid okrążająca Słońce w ciągu 5,53 lat w średniej odległości 3,13 j.a. Odkryta 17 października 2003 roku.